# Graecopithecus
Graecopithecus es un género extinto de homínidos del cual existe una sola especie conocida: Graecopithecus freybergi, conocida únicamente por un fragmento de cráneo de 1944.
El espécimen original de Graecopithecus es una mandíbula con un tercer molar (m3) que está muy gastado, la raíz de un (molar secundario) m2 y un fragmento de un p3 (premolar) hallados en 1944 cuando las fuerzas de ocupación alemanas estaban construyendo un búnker, y está fechado a finales del Mioceno. La excavación del sitio no es posible (1986), debido a que el propietario ha construido una piscina en el lugar. La mandíbula fue encontrada en Grecia, en Pyrgos Vassilissis, al noroeste de Atenas.
Se considera que G. freybergi podría ser en realidad la misma especie que Ouranopithecus macedoniensis. El homínido es el menos conocido de los que se encuentran dentro de Europa.
En 2017, un equipo internacional de paleontólogos dirigido por Madelaine Böhme, de la Eberhard-Karls-University Tübingen de Alemania, publicó un análisis detallado de los dientes y la edad de los especímenes, y llegó a la conclusión de que podría ser el hominino más antiguo, lo que significa que podría ser el ancestro directo más antiguo de los humanos después de separarse de los chimpancés. Su estudio simultáneo también afirmó que, contrariamente a las evidencias generalmente aceptadas del origen africano del linaje humano, los ancestros humanos se originaron a partir de la principal ascendencia de los simios en la región mediterránea (antes de emigrar a África, donde evolucionaron hasta convertirse en los ancestros de los humanos).
Sin embargo, estas afirmaciones han sido criticadas por otros científicos. Rick Potts y Bernard Wood argumentaron que la evidencia es demasiado débil para siquiera decir que es un hominino. Tim D. White comentó que la afirmación era solo para respaldar un argumento sesgado de que África no es el lugar de nacimiento de los humanos; mientras que Sergio Almécija afirmó que los caracteres individuales, como los dientes, no pueden contar los detalles evolutivos reclamados. Un nuevo análisis cladístico realizado por paleontólogos de la Universidad de Witwatersrand en 2017 no encontró evidencia para respaldar a la especie como un hominino o como el ancestro más antiguo del linaje humano que se separara de los grandes simios.